# Гостиний двір (Єйськ)
46°42′33″ пн. ш. 38°16′40″ сх. д. / 46.70917° пн. ш. 38.27778° сх. д.

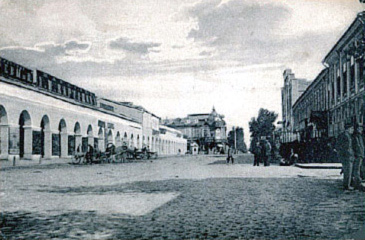
Гостинний двір в кінці XIX століття

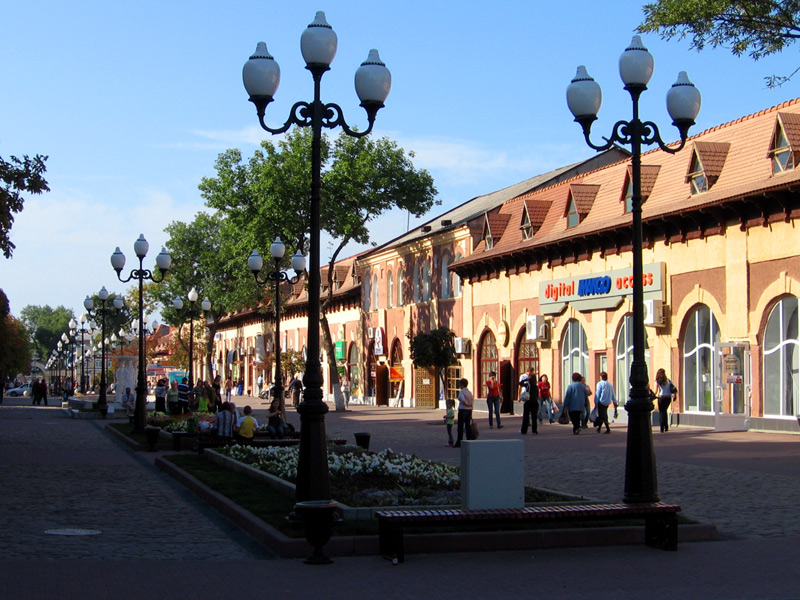
Сучасний вигляд

Гостиний двір (рос. Гостиный двор) — пам'ятка історії та архітектури XIX століття, що розташована в місті Єйську Краснодарського краю.
Закладений у 1848 році. Основне будівництво велося у 1852—1854 роках. В наші дні є частиною Центрального ринку міста Єйська.